# Transcontinental Airway System
 (janvier 2024).

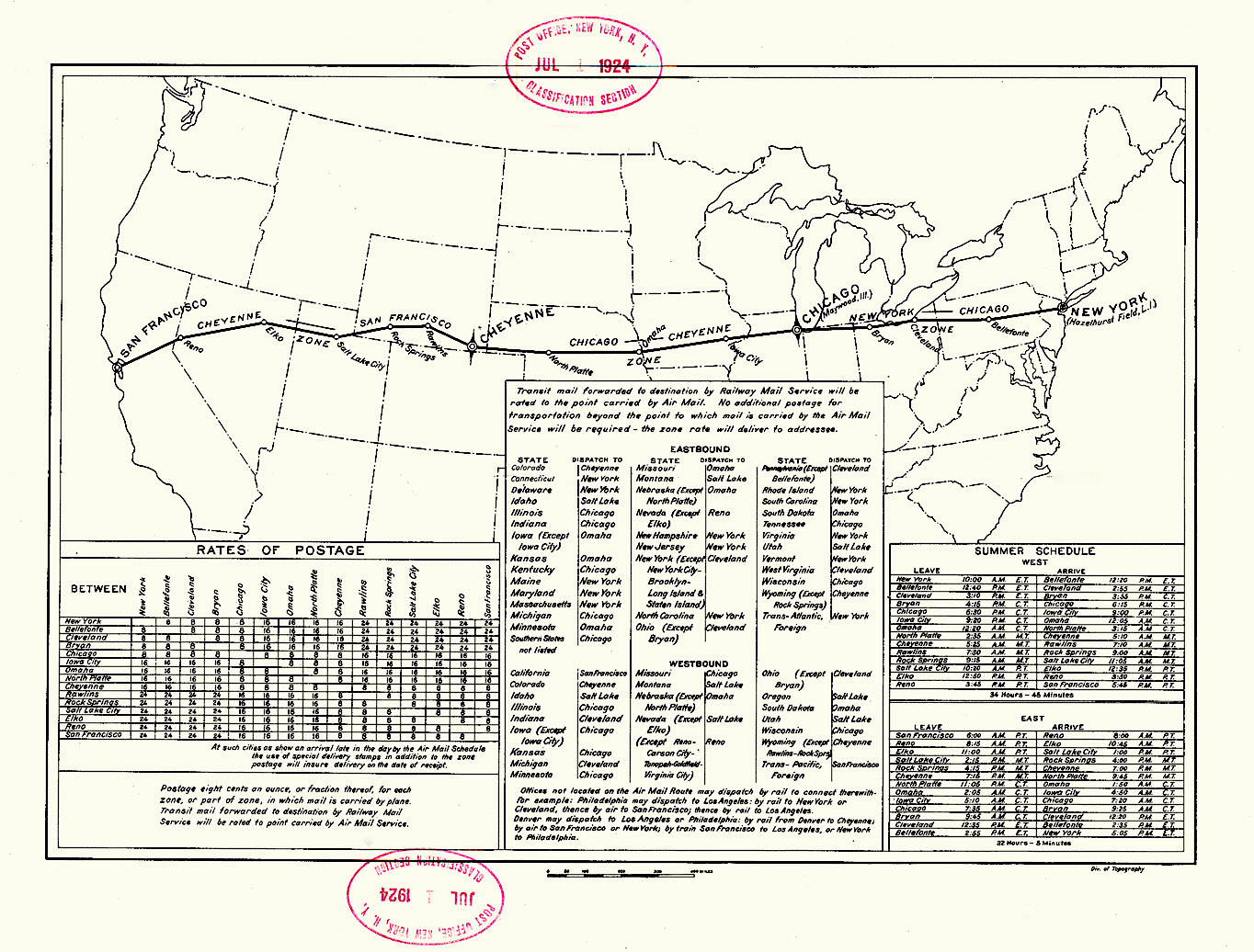
Le trajet en 1924.

Le Transcontinental Airway System est un système d'aide à la navigation aérienne mis en place en 1924 aux États-Unis afin de rendre plus sûr et plus rapide le transport du courrier aérien.

## Historique
Le transport aérien de courrier aux États-Unis a commencé en 1918 sur le trajet de New York à Chicago. En 1920, il se prolong jusqu'à San Francisco, traversant donc tout le continent. Cependant, la navigation se fait à vue, et les avions postaux ne volent que de jour, par étapes, et n'est pas significativement plus rapide que le transport ferroviaire. Rapidement, les services postaux proposent la construction d'un itinéraire balisé, à l'aide de signaux lumineux, permettant aux pilotes de se repérer de nuit,.

## Galerie d'images
|                         |
| Indicateur de direction |

|                 |
| Signal lumineux |

|                                                   |
| Hangar pour la poste aérienne, Wyoming, vers 1925 |

|                            |
| L'une des lampes utilisées |

|                        |
| Timbre datant de 1928. |